# NFPA 70E
NFPA 70E, z naslovom Standard za Električno Varnost na delovnem mestu, je standardna oznaka za Nacionalno Združenje za Protipožarno zaščito (National Fire Protection Association(NFPA)). Dokument se nanaša na zahteve o električni varnosti za zaposlene. NFPA je najbolj znan po svojem pokroviteljstvom National Electrical Code (NFPA 70).

## Namen
NFPA 70E se obravnava na delovnem mestu na zahteve o električni varnosti zaposlenih. Standard se osredotoča na praktičnih zaščitnih ukrepov, ki prav tako omogočajo delavcem, da bo produktivna v okviru svojih delovnih nalog. Natančneje, standard zajema varnostne zahteve, ki sledijo:
- Električni vodniki in oprema nameščeni v ali na zgradbi in drugih objektov, vključno avtodome, rekreacijska vozila in druge predpostavke (dvorišča, parkirišča, in industrijskia postrojenja)
- Vodniki, ki povezujejo objekte za oskrbo z električno energijo
- Ostali zunanji podnapetostni vodniki v prostoru

## Pravilnik
Uradni list RS, št. 29/1992 z dne 12. 6. 1992

Na podlagi 19. člena zakona o varstvu pri delu (Uradni list SRS, št. 47/86 preč. bes.) in 272. člena zakona o sistemu državne uprave in o Izvršnem svetu Skupščine SR Slovenije ter o republiških upravnih organih (Uradni list SRS, št. 24/79. 12/82, 39/85. 37/87 in 18/88). izdaja Ministrica za delo PRAVILNIK o varstvu pri delu pred nevarnostjo električnega toka. http://www.uradni-list.si/1/content?id=63355

## Ostali NFPA Standardi
- NFPA 70   — Koda za standard električne varnosti na delovnem mestu (NEC)
- NFPA 70B  — Priporočilo za praktično usposablanje vzdrževanje električne opreme
- NFPA 72   — Koda za nacionalno Požarni alarm
- NFPA 704  — Standardni sistem za prepoznavanje nevarnih snovi za ukrepanje v nujnih primerih
- NFPA 853  — Standard za instalacijo/montažo mirojočih gorivnih celic napajalnega sistema sistema
- NFPA 921  — Vodnik za požarno in eksplozivno preiskava
- NFPA 101  — Koda za življenjsko varnost
- NFPA 1123 — Koda za zunanji požarni displej
- NFPA 1901 — Standard za avtomibilistično protipožarno opremo